# أورنج سيتي
اورنج ستي (بالإنجليزية: Orange City)‏ هي مدينة أمريكية تقع في ولاية فلوريدا. ويبلغ عدد سكانها 10599 نسمة حسب إحصاء سنة 2010 م 10599.

## التركيبة السكانية
حدّد مكتب تعداد الولايات المتحدة بيانات التركيبة السكانية لأورنج سيتي في تعداد الولايات المتحدة. في ما يلي، التركيبة السكانية حسب تعدادي 2000 و2010.

### تعداد عام 2000
بلغ عدد سكان أورنج سيتي 6,604 نسمة بحسب تعداد عام 2000، وبلغ عدد الأسر 3,062 أسرة وعدد العائلات 1,906 عائلة مقيمة في المدينة. في حين سجلت الكثافة السكانية 322.5 نسمة لكل كيلومتر مربع (835.3/ميل2). وبلغ عدد الوحدات السكنية 3,685 وحدة بمتوسط كثافة قدره 179.9 لكل كيلومتر مربع (465.9/ميل2).
وتوزع التركيب العرقي للمدينة بنسبة 92.97% من البيض و3.66% من الأمريكيين الأفارقة و0.38% من الأمريكيين الأصليين و0.56% من الأمريكيين ذوي الأصول الآسيوية و0.06% من سكان جزر المحيط الهادئ و1.41% من الأعراق الأخرى و0.95% من عرقين مختلطين أو أكثر و5.13% من الهسبانيون أو اللاتينيون من أي عرق.
بلغ عدد الأسر 3,062 أسرة كانت نسبة 21.8% منها لديها أطفال تحت سن الثامنة عشر تعيش معهم، وبلغت نسبة الأزواج القاطنين مع بعضهم البعض 49.3% من أصل المجموع الكلي للأسر، ونسبة 9.8% من الأسر كان لديها معيلات من الإناث دون وجود شريك، بينما كانت نسبة 3.1% من الأسر لديها معيلون من الذكور دون وجود شريكة وكانت نسبة 37.8% من غير العائلات. تألفت نسبة 32.4% من أصل جميع الأسر من عدة أفراد يعيشون في نفس المنزل ونسبة 18.4% كانت تتألف من شخص يعيش بمفرده يبلغ من العمر 65 عاماً أو أكثر. وبلغ متوسط حجم الأسرة المعيشية 2.12، أما متوسط حجم العائلات فبلغ 2.63.
بلغ العمر الوسطي للسكان 49.3 عاماً. وكانت نسبة 17.5% من القاطنين تحت سن الثامنة عشر، وكانت نسبة 5.8% بين الثامنة عشر والرابعة والعشرين عاماً، ونسبة 21.3% كانت واقعةً في الفئة العمرية ما بين الخامسة والعشرين والرابعة والأربعين عاماً، ونسبة 24.1% كانت ما بين الخامسة والأربعين والرابعة والستين، ونسبة 29.5% كانت ضمن فئة الخامسة والستين عاماً فما فوق. يوجد لكل 100 أنثى 88.4 ذكر، ويوجد لكل 100 أنثى في الثامنة عشر من عمرها فما فوق 85.0 ذكر.
بلغ متوسط دخل الأسرة في المدينة 26,883 دولارًا، أما متوسط دخل العائلة فبلغ 34,003 دولارًا. وكان متوسط دخل الذكور 29,817 دولارًا مقابل 21,034 دولارًا للإناث. وسجل دخل الفرد الخاص بالمدينة 16,318 دولارًا. وكانت نسبة 7.1% من العائلات ونسبة 9.9% من السكان تحت خط الفقر، وكان من هؤلاء نسبة 15.2% تحت سن الثامنة عشر ونسبة 7% في الخامسة والستين من العمر وما فوق.

### تعداد عام 2010
بلغ عدد سكان أورنج سيتي 10,599 نسمة بحسب تعداد عام 2010، وبلغ عدد الأسر 4,909 أسرة وعدد العائلات 2,754 عائلة مقيمة في المدينة. في حين سجلت الكثافة السكانية 517.5 نسمة لكل كيلومتر مربع (1,340.3/ميل2). وبلغ عدد الوحدات السكنية 5,917 وحدة بمتوسط كثافة قدره 288.9 لكل كيلومتر مربع (748.2/ميل2).
وتوزع التركيب العرقي للمدينة بنسبة 85.73% من البيض و6.49% من الأمريكيين الأفارقة و0.39% من الأمريكيين الأصليين و1.48% من الأمريكيين ذوي الأصول الآسيوية و0.02% من سكان جزر المحيط الهادئ و3.64% من الأعراق الأخرى و2.25% من عرقين مختلطين أو أكثر و16.93% من الهسبانيون أو اللاتينيون من أي عرق.
بلغ عدد الأسر 4,909 أسرة كانت نسبة 23.1% منها لديها أطفال تحت سن الثامنة عشر تعيش معهم، وبلغت نسبة الأزواج القاطنين مع بعضهم البعض 38.7% من أصل المجموع الكلي للأسر، ونسبة 13.1% من الأسر كان لديها معيلات من الإناث دون وجود شريك، بينما كانت نسبة 4.3% من الأسر لديها معيلون من الذكور دون وجود شريكة وكانت نسبة 43.9% من غير العائلات. تألفت نسبة 37.5% من أصل جميع الأسر من عدة أفراد يعيشون في نفس المنزل ونسبة 21.9% كانت تتألف من شخص يعيش بمفرده يبلغ من العمر 65 عاماً أو أكثر. وبلغ متوسط حجم الأسرة المعيشية 2.11، أما متوسط حجم العائلات فبلغ 2.75.
بلغ العمر الوسطي للسكان 47.6 عاماً. وكانت نسبة 18.4% من القاطنين تحت سن الثامنة عشر، وكانت نسبة 6.7% بين الثامنة عشر والرابعة والعشرين عاماً، ونسبة 22% كانت واقعةً في الفئة العمرية ما بين الخامسة والعشرين والرابعة والأربعين عاماً، ونسبة 23.6% كانت ما بين الخامسة والأربعين والرابعة والستين، ونسبة 29.4% كانت ضمن فئة الخامسة والستين عاماً فما فوق. وتوزع التركيب الجنسي للسكان بنسبة 45.1% ذكور و54.9% إناث.